# Open Grave
Open Grave ist ein Zombiefilm von Gonzalo López-Gallego aus dem Jahr 2013.

## Handlung
Ein bärtiger Mann ist in einer Stahlbetongrube voller Leichen erwacht und kann sich nicht erinnern, wie er dorthin gekommen ist. In Panik schreit er um Hilfe, bis eine junge Asiatin ein Seil in die Grube wirft, so dass er heraufklettern kann.
Der Mann findet schließlich seinen Weg durch einen Wald zu einem Haus und entdeckt fünf weitere Menschen: die stumme asiatische Frau, die kein Englisch versteht, ein deutscher Mann und drei Amerikaner. Niemand kann sich an die eigene Identität erinnern, obwohl sie bald erkennen, dass sie sich an andere Aspekte ihrer früheren Leben erinnern können (wie Fremdsprachenkenntnisse). 
Nach langen Diskussionen finden sie fünf Personalausweise: Der Bärtige ist John, der Deutsche Lukas und die anderen drei sind Sharon, Nathan und Michael. Es gibt keine Dokumente für die stumme Frau. Lukas ist feindlich gegen John eingestellt, was sich verstärkt, als die Gruppe ein Bild entdeckt, das alle von ihnen mit Ausnahme von John zeigt. Ein aufgefundener Kalender gibt Hinweise, dass in zwei Tagen etwas Ungenanntes geschehen wird.
Am nächsten Morgen erkundet die Gruppe die Umgebung. John und Sharon stolpern über einen abgeschlossenen Unterschlupf. Im Inneren befindet sich ein Kind, das John "Jonah" nennt und Angst vor ihm hat. Das Kind weigert sich, Fragen zu beantworten.
Inzwischen hört Michael Schreie im Hintergrund und folgt ihnen, bis er einen Mann entdeckt, der sich in einem Stacheldrahtzaun verheddert hat. Der Mann ist von Schnittwunden und Prellungen bedeckt. Er bittet Michael um Hilfe, aber als dieser ihn versucht zu befreien, wird Michael tödlich verwundet.
John leidet an zahlreichen Rückblenden mit Gewaltszenen gegenüber Menschen. Er und Sharon treffen auf eine Gruppe von krank aussehenden Personen, die Holz hacken wollen und das Paar angreifen. Die beiden können fliehen. Die Kranken verfolgen sie, geben aber auf, als sie Leichen sehen, die von einem Baum hängen.
Lukas, der fiebert, stolpert über eine Videokamera, die Clips von John zeigen, wo dieser medizinische Experimente an ihm und anderen durchführt. In den Clips erklärt John, dass ein Impfstoff die Ausbreitung einer Infektion verhindern kann, aber den Nebeneffekt hat, dass vorübergehend Gedächtnisverlust auftritt.
John hat schließlich Rückblenden, die seine Identität als Dr. Jonah Cooke bestätigen, und dass er versuchte, eine Seuche mit Hilfe der Gruppe, die sich als sein medizinisches Team herausstellt, zu heilen. Jonah versucht den erkrankten Lukas mit einer aufgefundenen Impfstoffspritze zu kurieren, dieser wehrt sich aber und stirbt.
Nathan und Sharon haben jetzt beide ebenfalls ihr Gedächtnis vollständig wiedergefunden. Plötzlich wird das Haus von einer großen Gruppe von Infizierten umstellt. Verzweifelt schreibt Sharon einen Brief an Jonah und erzählt, was geschehen ist. Sie offenbart, dass die stumme Asiatin der Schlüssel zum Überleben ist, weil sie immun gegen ein Virus ist, das den größten Teil der Weltbevölkerung ausgelöscht hat. 
Jonah war der Führer des medizinischen Teams, das versuchte, die weitere Ausbreitung zu verhindern und Infizierte zu heilen. Jonah hatte sich ein paar Wochen vor den Ereignissen infiziert. Er hatte jeden des Teams mit dem Impfstoff immunisiert, kurz bevor er zu Beginn des Films in der Grube erwacht ist. 
Nach Ablauf der zwei Tage treffen Kommando-Soldaten ein, die alle Zombies im Wald und Nathan, den Bruder von Jonah, erschießen.
Jonah und seine Frau Sharon versuchen zu entkommen, aber Sharon wird von einer Infizierten schwer verletzt. Jonah versteckt sich mit Sharon in der Leichengrube und spritzt sich Impfstoff, um tot zu erscheinen. Als er aufwacht, ist seine Frau tot. Die Stumme hat überlebt und befreit ihn aus der Grube. In der Schlussszene stehen er und die Asiatin vor einer gigantischen Senke mit abgelegten Leichen.

## Dreharbeiten
Der Film wurde 2012 in Ungarn gedreht.

## Rezeption
Frank Scheck von The Hollywood Reporter urteilt, nur wenige Horrorfilme begännen so vielversprechend wie Open Grave. Das Drehbuch schaffe es jedoch nicht, die geweckten Erwartungen zu erfüllen. Es sehe keine sinnvolle Entwicklung der Charaktere vor und enthülle die Geheimnisse des Plots auf schwerfällige, langweilige Weise.